# Nixon Perea
Nixon Perea (sinh ngày 15 tháng 8 năm 1973) là một cầu thủ bóng đá người Colombia.

## Sự nghiệp câu lạc bộ
Nixon Perea đã từng chơi cho Vegalta Sendai.

## Thống kê câu lạc bộ

### J.League
| Đội            | Năm       | J.League | J.League | J.League Cup | J.League Cup | Tổng cộng | Tổng cộng |
| Đội            | Năm       | Trận     | Bàn      | Trận         | Bàn          | Trận      | Bàn       |
| -------------- | --------- | -------- | -------- | ------------ | ------------ | --------- | --------- |
| Vegalta Sendai | 1999      | 24       | 3        | 1            | 0            | 25        | 3         |
| Tổng cộng      | Tổng cộng | 24       | 3        | 1            | 0            | 25        | 3         |